# André Steensen
André Steensen, né le 10 octobre 1987 à Skanderborg au Danemark, est un coureur cycliste, directeur sportif et entraîneur danois. Il est coureur professionnel entre 2006 et 2014.

## Biographie
Champion du Danemark junior en 2004, André Steensen se frotte en 2005 aux meilleurs éléments du peloton junior mondial, et obtient notamment la deuxième place de la Course de la Paix juniors derrière Tanel Kangert, dont il remporte deux étapes, et du GP Général Patton, remporté par son compatriote Thomas Vedel Kvist, et dont il gagne une étape.
Ces résultats lui permettent de remporter la Coupe du monde UCI Juniors, devant Vedel Kvist, et de rejoindre l'équipe danoise Glud & Marstrand Horsens. Dès sa première saison, il termine 7e du Tour de Thuringe. Il réalise aussi plusieurs performances contre-la-montre, montant notamment sur le podium de la 5e étape du Giro delle Regioni, puis terminant deux fois 8e du Championnat du Danemark de la spécialité. Il termine également 4e du contre-la-montre du Tour du Danemark en 2007, devant plusieurs spécialistes reconnus de la discipline, ce qui lui permet d'obtenir la 12e place finale. Enfin, à l'automne 2007, il termine troisième du Tour de l'Avenir.
À partir de mai 2008, Steensen rejoint l'équipe ProTour Team CSC-Saxo Bank, où son directeur sportif, Kim Andersen, affirme son intention de lui laisser le temps d'apprendre. Steensen, fort de ses résultats contre-la-montre et en montagne, notamment sur le Tour de l'Avenir, affiche alors des ambitions pour les courses par étapes d'une semaine, et à plus long terme les grands tours. Il termine 6e du Championnat du Danemark en ligne cette année-là, mais connaît une saison difficile, marquée par plusieurs blessures, dont une fracture du poignet au Circuit franco-belge. Sa saison 2009 est meilleure, marquée notamment par une 8e place lors de la 1re étape du Tour de Wallonie, ce qui lui vaut une prolongation de contrat d'un an. Cependant, il n'est pas conservé à l'issue de la saison 2011 et retourne dans l'équipe continentale danoise Glud & Marstrand-LRØ, avec qui, il remporte ses premières victoires professionnelles en 2012. Il gagne une étape du Circuit des Ardennes international et de la Flèche du Sud, le classement général du Kreiz Breizh Elites, ainsi que la semi-classique Himmerland Rundt. Avec Sebastian Lander, Michael Valgren, Niki Østergaard, Lasse Bøchman et Rasmus Sterobo, il devient champion du Danemark du contre-la-montre par équipes. En 2013, il obtient son dernier résultat notable en prenant la troisième place de la Boucle de l'Artois. Fin 2014, à 27 ans, il met un terme à sa carrière de coureur en raison d'une blessure au genou.
Après la fin de sa carrière active de coureur, il devient directeur sportif chez Cult Energy (2015), puis Stölting Service Group (2016). Il est ensuite entraîneur et supervise notamment Michael Valgren, le champion du monde Mads Pedersen et Alexander Kamp.

## Palmarès
- 2004
  -  Champion du Danemark sur route juniors
- 2005
  - Coupe du monde UCI Juniors
  -  Champion du Danemark du contre-la-montre par équipes juniors
  - 1re et 4e étapes de la Course de la Paix juniors
  - 5e étape du Trofeo Karlsberg
  - 2e étape du Grand Prix Général Patton
  - 1rea étape de Liège-La Gleize
  - 2e de la Course de la Paix juniors
  - 2e du Grand Prix Général Patton
  - 2e de Liège-La Gleize
- 2006
  - 3e du championnat du Danemark du contre-la-montre par équipes
- 2007
  -  Champion du Danemark du contre-la-montre espoirs
  - 3e du Tour de l'Avenir
- 2012
  -  Champion du Danemark du contre-la-montre par équipes
  - 2e étape du Circuit des Ardennes international
  - Himmerland Rundt
  - 1re étape de la Flèche du Sud
  - Kreiz Breizh Elites :
    - Classement général
    - 1re et 2e étapes (contre-la-montre)

  - 2e étape des Deux Jours d'Aarhus
  - 2e du championnat du Danemark du contre-la-montre
  - 3e du championnat du Danemark sur route
- 2013
  - 2e du championnat du Danemark du contre-la-montre par équipes
  - 3e de la Boucle de l'Artois

## Classements mondiaux
| Année           | 2006 | 2007 | 2008 | 2009 | 2010 | 2011 | 2012 | 2013 |
| --------------- | ---- | ---- | ---- | ---- | ---- | ---- | ---- | ---- |
| UCI Europe Tour | 897e | 444e |      |      |      |      | 58e  | 609e |